# Bye Bye Blackbird
Bye Bye Blackbird è un brano musicale scritto nel 1924 da Ray Henderson (musica) e Mort Dixon (testo). Si tratta di un celebre standard musicale e fu registrato per la prima volta dalla Dance Orchestra di Sam Lanin nel marzo 1926, ma ebbe numerose successive reinterpretazioni nel corso degli anni, fra cui una di Ringo Starr ed un'altra di Paul McCartney.

## Cover

### Ringo Starr
Ringo Starr incise un album di standard; era il suo album di debutto solista, Sentimental Journey, pubblicato nel 1970. Bye Bye Blackbird, assieme a Whispering Grass e Love Is a Many Splendoured Things, venne registrata tra il 3 febbraio ed il 13 marzo, dopo le ultime registrazioni per l'album Let It Be dei Beatles; fu tra le ultime tracce registrate, poiché buona parte dell'LP venne registrato tra fine ottobre ed inizio dicembre 1969. Con un arrangiamento ad opera di Maurice Gibb, Bye Bye Blackbird è la quarta traccia dell'album.

#### Formazione
- Ringo Starr: voce
- The George Martin Orchestra[3]

### Paul McCartney
Paul McCartney interpretò Bye Bye Blackbird nell'album di standard musicali Kisses on the Bottom del febbraio 2012. McCartney affermò che non aveva mai imparato a suonare questo genere di canzoni per la loro complessità, ma che ugualmente, quando suo padre Jim invecchiò e lui divenne maggiormente abile al pianoforte, le suonava, assieme alla famiglia, a Capodanno, facendo spesso errori. Molte tracce del disco, tra cui questa, provengono da un repertorio di canti famigliari. La traccia di base di Bye Bye Blackbird venne registrata agli Avatar Studios di New York, mentre l'orchestra venne sovraincisa agli Abbey Road Studios di Londra; ambedue le sessioni risalgono al 2011. L'arrangiamento venne scritto da Diana Krall, la quale vi suona anche.

#### Formazione
- Paul McCartney: voce
- Diana Krall: pianoforte
- John Pizzarelli: chitarra
- Robert Hurst: basso
- Karriem Riggins: batteria
- London Symphony Orchestra condotta da Alan Broadbent[2]

### Altre versioni degne di nota
Altre cover degne di nota sono state interpretate da Peggy Lee, Joe Cocker, John Coltrane (la sua versione, di 18 minuti, fu la title track di un album del 1962), George Price, Van Morrison, Bing Crosby, Miles Davis, Etta James, Dean Martin, Nina Simone, Frank Sinatra, Liza Minnelli e Diana Krall (che suonò anche il piano nell'incisione di McCartney).
Nell’episodio 6x01 della serie “I Jefferson”, la governante Florence suona uno spezzone della canzone.